# Angelina Melnikova
Angelina Romanovna Melnikova (em russo:  Ангелина Романовна Мельникова; Voronej, 18 de julho de 2000) é uma ginasta russa que compete em provas de ginástica artística.
Foi medalhista de prata por equipes nos Jogos Olímpicos de 2016, no Rio de Janeiro, e campeã olímpica na mesma prova nos Jogos de 2020, em Tóquio, onde também conquistou duas medalhas de bronze, no individual geral e no solo.

## Carreira

### Júnior
Melnikova estreou na seleção júnior da Rússia em 2014, onde competiu no L'International Gymnix e ganhou a medalha de ouro por equipes e a de prata no individual geral da Copa Internacional Júnior. Nessa mesma categoria ficou em segundo lugar nas barras assimétricas e em terceiro nos exercícios de solo. Em maio, competiu no Campeonato Europeu na divisão júnior ao lado das companheiras de equipe Maria Bondareva, Daria Skrypnik, Seda Tutkhalyan e Anastasia Dmitrieva, quando ficaram em primeiro lugar com uma pontuação combinada de 168,268. Individualmente, ganhou a medalha de ouro no individual geral e na trave e a prata nas assimétricas atrás da compatriota Skrypnik.
Em novembro de 2015 competiu no Elite Gym Massilia em Marselha, França, levando o título do individual geral à frente da ginasta local Marine Brevet e da romena Diana Bulimar e ganhou uma medalha de prata por equipes junto com Daria Skrypnik, Evgeniya Shelgunova e Natalia Kapitonova. Se classificou para as finais do solo e das barras assimétricas, mas com quedas em ambos os eventos, terminou em sexto e quinto lugares, respectivamente.

### Sênior
Durante o DTB Pokal Team Challenge Cup em março de 2016, Melnikova fez sua primeira aparição na equipe russa sênior, e ajudou seu país na conquista da medalha de ouro. Em julho já foi convocada para disputar sua primeira Olimpíada, nos Jogos Olímpicos do Rio, junto com Aliya Mustafina, Daria Spiridonova, Maria Paseka e Seda Tutkhalyan. Na final por equipes, ajudou a Rússia na conquista da medalha de prata com uma pontuação total de 176,688.
Foi nomeada capitã da seleção feminina russa a partir de 2017, substituindo Aliya Mustafina, e em março participou da etapa de Stuttgart da Copa do Mundo, ficando em segundo lugar no geral, atrás da alemã Tabea Alt e à frente da estaduniense Morgan Hurd. Em seguida, competiu no Troféu Cidade de Jesolo, onde conquistou três medalhas de bronze: individual geral, salto e solo. Em abril ela foi convocada para participar do Campeonato Europeu em Cluj-Napoca, Romênia, juntamente com a companheira de equipe olímpica de 2016, Maria Paseka, Elena Eremina e Natalia Kapitonova. Na final do solo, ela fez uma rotina limpa (14,100 pontos) que resultou na conquista da medalha de ouro à frente da britânica Ellie Downie e da neerlandesa Eythora Thorsdottir.
Abrindo a temporada 2018, disputou o Troféu Cidade de Jesolo onde conquistou a medalha de ouro com a equipe russa, à frente da Itália e do Brasil. No salto, ganhou a medalha de prata e nas assimétricas conquistou o bronze, atrás da companheira de equipe Anastasia Ilyankova e de Ragan Smith, dos Estados Unidos. Em agosto, competiu no Campeonato Europeu em Glasgow, ganhando a medalha de ouro  por equipes. Nas finais individuais, ela ficou em segundo lugar no salto, atrás de Boglárka Dévai, da Hungria, em terceiro lugar nas barras assimétricas, atrás da então campeã Nina Derwael, da Bélgica, e de Jonna Adlerteg, da Suécia, e em sexto nos exercícios de solo.
Em setembro de 2018, Melnikova foi nomeada para competir no Campeonato Mundial de 2018 em Doha, no Qatar, ao lado de Lilia Akhaimova, Irina Alexeeva, Angelina Simakova e Aliya Mustafina. Durante as finais por equipe, competiu no salto, nas barras assimétricas e no solo, ajudando a Rússia a conquistar a medalha de prata. Na final individual geral, terminou em quinto lugar, apenas um décimo de ponto atrás da medalhista de prata Mai Murakami, do Japão, e a 0,034 pontos atrás da medalhista de bronze Morgan Hurd. Terminou em quarto lugar na final do solo, apenas 0,033 pontos atrás de Murakami, a medalhista de bronze. Ao final do mundial, recebeu o Prêmio Longines de Elegância ao lado do compatriota Artur Dalaloyan.

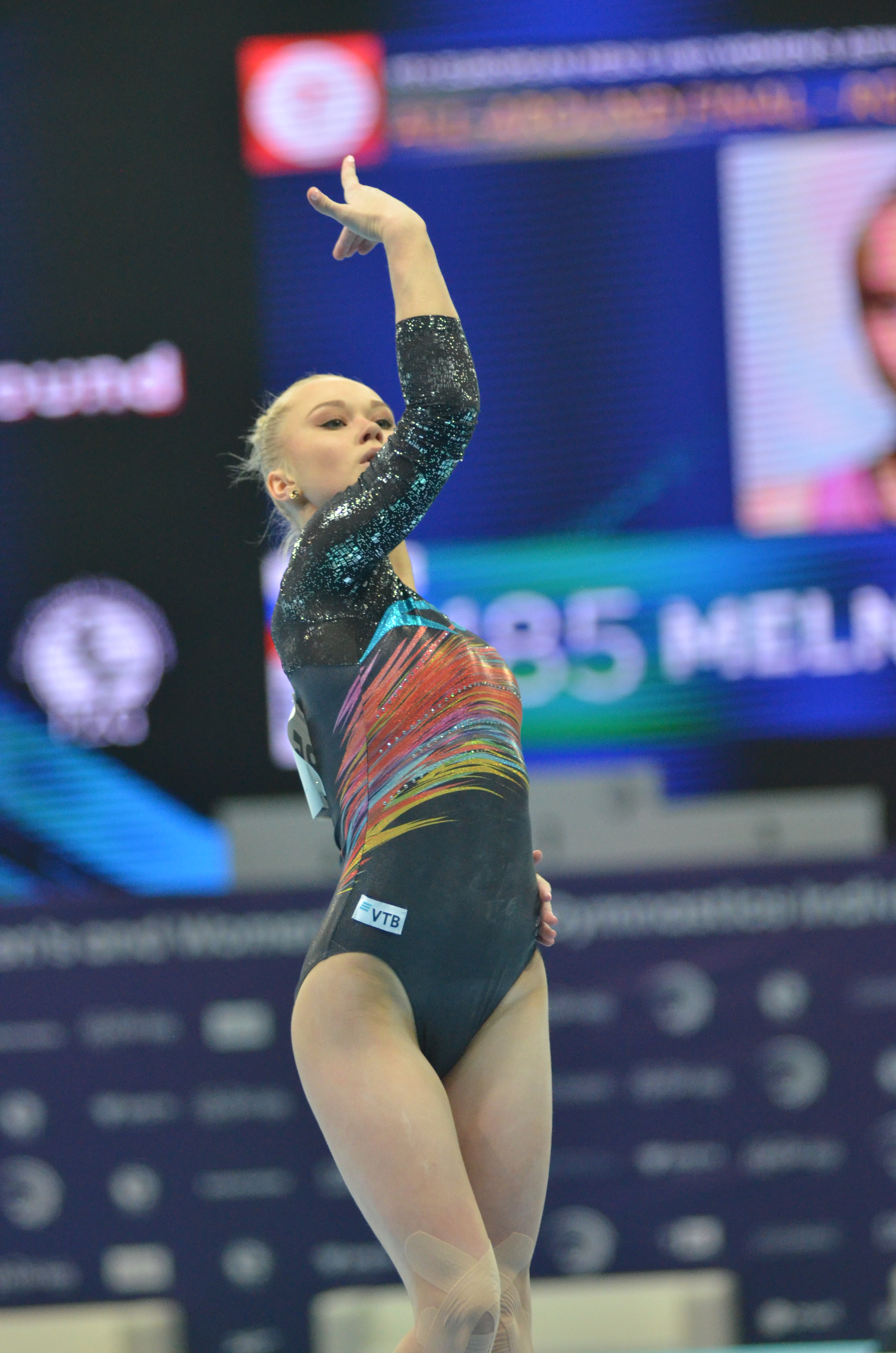
Melnikova durante o Campeonato Europeu de 2019.

No Campeonato Europeu de 2019, Melnikova se classificou em primeiro lugar para a final do individual geral, além das finais em três dos quatro aparelhos. No geral ficou com a medalha de bronze, atrás da francesa Mélanie de Jesus dos Santos e de Ellie Downie, da Grã-Bretanha. Finlizou em quinto lugar na final do salto e ganhou a medalha de prata nas barras assimétricas atrás da compatriota Anastasia Ilyankova. No dia seguinte, apresentou a rotina mais difícil na final do solo e ganhou o bronze atrás de Mélanie de Jesus dos Santos e Eythora Thorsdottir, dos Países Baixos, tornando-se ao lado de Jesus dos Santos a ginasta feminina mais condecorada do campeonato. Em junho, foi convocada para disputar os Jogos Europeus, em Minsk, onde ganhou a medalha de ouro no individual geral. Na final do salto substituiu sua companheira Anastasia Ilyankova e obteve a prata, atrás da eslovena Teja Belak. Completou os Jogos com o ouro nas assimétricas e a prata na trave atrás de Nina Derwael, da Bélgica.
A principal competição da temporada viria a ser em outubro, no Campeonato Mundial, em Stuttgart, Alemanha. Nas eliminatórias, ela ajudou a Rússia a se classificar para a final por equipes em terceiro lugar, atrás de Estados Unidos e China. Individualmente se classificou para a final do individual geral em quarto lugar, atrás das estadunidenses Simone Biles e Sunisa Lee e da francesa Mélanie de Jesus dos Santos, para a final de barras assimétricas em oitavo lugar e para a final do solo em terceiro lugar, atrás de Biles e Lee. A seleção da Rússia acabou ganhando a medalha de prata na final por equipes, com Melnikova contribuindo com pontuações em todos os quatro aparelhos. Na final geral, terminou com uma pontuação de 56,399, ganhando a medalha de bronze atrás de Biles e Tang Xijing, da China, no que foi a primeira medalha individual de Melnikova em um campeonato mundial. Registrou a terceira maior pontuação do dia nos exercícios de solo, atrás de Biles e Lee. No dia seguinte, ela ganhou a medalha de bronze na final do solo, novamente atrás de Biles e Lee.